# Красное Знамя (Саратовская область)
Красное Знамя — село в Аркадакском районе, Саратовской области, России.
Является административным центром Краснознаменского сельского поселения.

## Население
| 2002 | 2010 |
| ---- | ---- |
| 872  | ↘843 |

## История
Точная дата основания села неизвестна, но согласно сведениям IV ревизии о помещичьих крестьянах Балашовской округи Саратовского наместничества,которая проводилась в 1781-1783 г.г., деревня Андреевская упоминается как новопоселенная, «при состроенном в 1738 г. хуторе».
В 1801 году в селе был построен Храм в честь Введения во Храм Пресвятой Богородицы.  
Престол: В честь Введения во Храм Пресвятой Богородицы.
Из истории: Церковь деревянная, с деревянной же колокольней, была построена в селе Андреевка Балашовского уезда Саратовской губернии в 1801 году тщанием прихожан. В штате причта состояли священник, диакон и псаломщик. В приходе были министерская школа в самом селе и земская школа в приписной деревне Молоденки.

## Уличная сеть
В селе восемь улиц: ул. 8 Марта, ул. Гагарина, ул. Заречная, ул. Ленина, ул. Октябрьская, ул. Садовая, ул. Советская, ул. Шишканова.

## Известные уроженцы
- Зенин, Илларион Степанович — Герой Советского Союза.
- Бородкин Михаил Иванович — Герой Социалистического Труда.